# Wolfgang Gabel
Wolfgang Gabel (* 22. Oktober 1942 in Königsberg; † 18. Dezember 2015 in München) war ein deutscher Autor und Journalist.

## Leben
Wolfgang Erich Gabel wird am 22. Oktober 1942 in Königsberg / Ostpreußen als Sohn des Kaufmanns Erich Gabel geboren. Sein Vater kehrt nach dem Krieg nicht zurück, die Mutter Antonie (geb. Burket) zieht mit ihren beiden Söhnen Wolfgang und Gerd zunächst nach Halle / Saale und dann zurück in ihre Geburtsstadt Freiburg im Breisgau.
Da es seiner Mutter nicht möglich ist, beide Söhne zu versorgen, lebt Gabel von 1950 bis 1956 in einem Waisenhaus. Seine dortigen Erlebnisse fließen in seinen Debütroman „Orte außerhalb“ (Anrich, 1976) ein. 2014 gibt die Waisenhausstiftung Freiburg die Dokumentation „Wir waren nur verhandelbare Masse – Nachkriegsschicksale aus dem Waisenhaus in Freiburg-Günterstal“ von Dirk Schindelbeck heraus. Darin berichten 70 Zeitzeugen über ihr Leben im Fürsorgeheim, darunter auch Wolfgang Gabel.
Nach der Mittleren Reife an einem Jesuiteninternat und einer Lehre als Schriftsetzer, macht er sein Abitur am Abendgymnasium und absolviert ein Zeitungsvolontariat. Anschließend studiert er Publizistik. Nach einem weiteren Volontariat beim Südwestfunk arbeitet er als freier Mitarbeiter bei Funk, Fernsehen, Zeitungen und Verlagen. 1963 veröffentlicht er erste Werke in Lyrik und Prosa. Hierzu gründet er eine Werkstatt für Schreiber, aus der der Werkkreis Marburg hervorgeht. Ab 1972 ist er als freier Autor und Journalist tätig. Er ist Mitglied der IG Druck und Papier und im Verband deutscher Schriftstellerinnen und Schriftsteller (VS).
1979 zieht Wolfgang Gabel von Neunkirchen im Odenwald nach Höchberg bei Würzburg. Hier initiiert er unter anderem die Würzburger LiteraturTage, die von 1985 bis 1993 jährlich stattfinden. Im Rahmen des Literaturfestivals werden Autoren und Übersetzer von den Veranstaltern, der „Arbeitsgemeinschaft Würzburger LiteraturTage“ und der Stadt Würzburg, durch die Verleihung des Würzburger Literaturpreises gewürdigt. Ab 1988 wird zudem alle zwei Jahre der Leonhard-Frank-Ring vergeben, gestiftet von der Würzburger Leonhard-Frank-Gesellschaft (Gabel ist einer der Mitbegründer). 1988 erhält den Ring Günter Grass, 1990 Lew Kopelew und 1992 Vaclaw Havel.
2005 zieht Gabel nach München, wo er bis zu seinem Tod – inzwischen Vater von drei Kindern und Großvater von fünf Enkelkindern – im Jahr 2015 lebt. Auf seinen letzten Wunsch hin wird er in Würzburg auf dem Waldfriedhof beerdigt.

## Werk
Wolfgang Gabel wurde Ende der 1960er-Jahre als Jugendbuchautor bekannt, der individuelle und gesellschaftliche Konflikte in seinen Werken verarbeitete und so auch für Jugendliche realitätsnahe Themen erschloss.
Sein Werk umfasst rund 30 Hörspiele, 20 Romane, zahlreiche Beiträge zu Anthologien, Zeitschriften und für Rundfunkanstalten, Erzählungen und Lyrik. Darüber hinaus gehörten Literaturkritik, Features und Film zu seinem Metier.

## Preise
- Auswahlliste zum Deutschen Jugendbuchpreis 1973 mit „Orte außerhalb“
- Friedrich-Bödecker-Preis 1976
- Auswahlliste zum Deutschen Jugendbuchpreis 1977 mit „Der Anfang vom Ende“
- Auswahlliste zum Deutschen Jugendbuchpreis 1977 mit „Der Aufstieg der Familie Kohlbrenner“
- Züricher Kinderbuchpreis „La vache qui lit“ 1977[4]
- Sonderpreis VS Bayern, Stadt Kelheim DGB Bildungswerk 1978
- Auswahlliste zum Deutschen Jugendbuchpreis 1979 mit „Fix und fertig“
- Staatlicher Bayerischer Förderpreis für junge Schriftsteller und Künstler 1981[5]
- Stipendium des Deutschen Literaturfonds e. V. 1983 für „Katastrophenübung“

## Werke

### Romane
- Orte außerhalb, Anrich, Mülheim a. d. Ruhr 1972; übersetzt ins Dänische und Niederländische; ISBN 3-920110-13-7.
- Valentins Traum, Signal, Baden-Baden 1975, ISBN 3-7971-0151-1.
- Der Aufstieg der Familie Kohlbrenner, Anrich, Neunkirchen 1976, ISBN 3-920110-28-5.
- Der Anfang vom Ende, Signal, Baden-Baden 1975; übersetzt ins Französische und Niederländische; ISBN 978-3-7971-0159-4.
- Aufstand im wilden Kurdistan (zusammen mit Jürgen Roth), Signal, Baden-Baden 1978, ISBN 3-7971-0173-2.
- Immer zusammen frühstücken, Signal, Baden-Baden 1977, ISBN 3-7971-0175-9.
- Der Aufsteiger!, Signal, Baden-Baden 1978, ISBN 3-7971-0189-9.
- Fix und fertig, Beltz & Gelberg, Weinheim/Basel 1978, ISBN 3-407-78707-3.
- Ab nach draußen oder: Ende einer Strafzeit, Arena, Würzburg 1979, ISBN 3-473-38972-2.
- Fluchtversuche oder Vom Laufen wohin, Herder, Freiburg 1979, ISBN 3-451-18628-4.
- Fürs Leben lernen, Benzinger, Zürich/Köln 1980, ISBN 3-545-33084-2.
- Musik und Co. KG, Arena, Würzburg 1980, ISBN 3-401-03889-3.
- Einfach in den Arm nehmen, Beltz & Gelberg, Weinheim/Basel 1981, ISBN 3-407-80624-8.
- Hindernisse oder Wir sind keine Sorgenkinder (zusammen mit Claudia Gabel), Benzinger, Zürich/Köln 1981, ISBN 3-545-33097-4.
- Venedig-Peking und zurück. Die Erlebnisse des Marco Polo, Bertelsmann, München 1981, ISBN 3-570-04173-5.
- Danke, gut! Vom gewöhnlichen Alltag der Familie Henkelmann, Beltz & Gelberg, Weinheim/Basel 1982, ISBN 978-3-407-80637-6.
- Katastrophenübung, Benzinger, Zürich/Köln 1983, ISBN 3-545-33106-7.
- Ein hoffnungsloser Fall?, Benzinger, Zürich/Köln 1984, ISBN 3-545-33115-6.
- Ganz woanders aber mittendrin, Arena, Würzburg 1990, ISBN 3-401-08014-8.

### Kinderbücher
- Mein Bruder heißt anders, Schneider, München 1981
- Bastian sucht das Zauberwort, Schneider, München 1982

### Texte & Erzählungen
- Elke und Angst auch in Die Stunden mit dir (Hrsg. Jo Pestum), Arena, Würzburg 1976, ISBN 978-3-401-01499-9.
- Strafe muss sein in Morgen beginnt mein Leben (Hrsg. Jo Pestum), Arena, Würzburg 1977, ISBN 3-401-03798-6.
- Ich werde die gerechte Behandlung mittlerweile eingesehen haben in Schriftsteller erzählen von der Gerechtigkeit (Hrsg. Hans-Peter Richter), Engelbert 1977, ISBN 3-536-00443-1.
- Dann hau ich ab woandershin in Einsamkeit hat viele Namen (Hrsg. Jo Pestum), Arena, Würzburg 1981, ISBN 3-401-03830-3
- Bank unterm Baum in Entfernungen oder Sehnsucht im Alter (Hrsg. Cordelia Schmidt-Hellerau), Beltz & Gelberg, Weinheim/Basel 1979, ISBN 3-407-80756-2.
- Dienstreise dorthin in Entfernungen oder Sehnsucht im Alter (Hrsg. Cordelia Schmidt-Hellerau), Beltz & Gelberg, Weinheim/Basel 1979, ISBN 3-407-80756-2.
- Vaters alte Tage in Vatergeschichten (Hrsg. Wolfgang Gabel, Dietlind Neven-Dumont, Jo Pestum), Arena, Würzburg 1981, ISBN 3-401-03917-2.
- Ich bemühte mich, aufzuzeigen, was sonst nicht vorzeigbar ist in Wir waren nur verhandelbare Masse – Nachkriegsschicksale aus dem Waisenhaus in Freiburg-Günterstal (Hrsg. Waisenhausstiftung Freiburg, Dirk Schindelbeck), 2014, ISBN 3-00-045038-6.

### Hörspiel & Film
- Einsichten / Aussichten, WDR 1972
- 3. Stock, 1. Türe links, WDR 1974
- Wie es kam, hab ich’s hingeschrieben oder Wie Frau Güstrow mit einem Fluch und fünf Kindern fertig werden will, WDR 1976
- Valentins Traum, SFB 1977
- Bedenken gegen eine literarische Bewährungshilfe am Beispiel Martin Walser, WDR 1983